# Gnathologie
La gnathologie est l'étude de la mandibule, son anatomie, sa physiologie, sa cinématique. Le terme est formé du grec gnathos (mâchoire) et logos (discours, science),.
La gnathologie est donc une branche de l'odontologie qui traite les troubles de la mastication en lien avec les articulations temporo-mandibulaires survenant en ouvrant ou en fermant la bouche ou par une déviation de la mandibule. Ces problèmes peuvent survenir à la suite de traumatisme, bruxisme, perte de dents ou maladie systémique comme l'arthrite rhumatoïde.
Formalisée au début du XXe siècle par Beverly B. McCollum, la gnathologie perd de son importance au profit de la science de l'occlusion dentaire.
La gnathologie fonctionnelle s'intéresse particulièrement aux méthodes de restauration prothétique, qui se caractérise par l'intégration d'éléments artificiels dans la bouche et aux méthodes de reconstruction prothétique, qui nécessitent de modifier le contexte occlusal préexistant,